# Pabwehshi
Pabwehshi (que significa "besta da formação Pab [en]" ["wehshi" em urdu]) é um gênero extinto de mesoeucrocodiliano. É baseado no GSP [en]-UM 2000, um focinho parcial e elementos da mandíbula inferior correspondentes, com outro focinho atribuído a ele. Esses espécimes foram encontrados em rochas do Cretáceo Superior de idade Maastrichtiana das formações Vitakri e Pab no Baluchistão, Paquistão, e representam os primeiros fósseis de crocodiliformes diagnósticos de rochas do Cretáceo do sul da Ásia.
Pabwehshi tinha dentes serrilhados e entrelaçados em seu focinho que formavam uma borda de corte em "zigue-zague". Pabwehshi foi nomeado em 2001 por Jeffrey A. Wilson [en] e colegas. A espécie-tipo é Pabwehshi pakistanensis, em referência à nação onde foi encontrada. Foi tradicionalmente classificado como um baurussuquídeo intimamente relacionado a Cynodontosuchus e Baurusuchus. Larsson e Sues (2007) encontraram uma afinidade próxima entre Pabwehshi e Peirosauridae dentro de Sebecia [en]. Montefeltro et al. notaram que Pabwehshi tem um toro sagital em suas prateleiras palatinas maxilares – uma característica ausente em baurussuquídeos –, mas eles não incluíram Pabwehshi em sua análise filogenética.